# 晋昌郡城址
晋昌郡城址，位于中国甘肃省瓜州县，为一个省级文物保护单位，类型为古遗址。
晋昌郡城址的历史年代为晋至唐。